# Homosexualität in Bosnien und Herzegowina

Geografische Lage von Bosnien und Herzegowina

Homosexualität ist in Bosnien und Herzegowina legal, jedoch nur in Teilen der Gesellschaft akzeptiert. 

## Legalität
Homosexuelle Handlungen sind in Bosnien und Herzegowina seit 1996 im Gebiet der Föderation Bosnien und Herzegowina und seit 1998 im Gebiet der Republika Srpska legalisiert. Das Schutzalter liegt einheitlich bei 14 Jahren.

## Antidiskriminierungsgesetze
Seit 2003 besteht ein Antidiskriminierungsgesetz zum Schutz der sexuellen Orientierung.

## Anerkennung gleichgeschlechtlicher Paare
Eine staatliche Anerkennung ist bisher weder in Form der gleichgeschlechtlichen Ehe noch in Form einer Eingetragenen Partnerschaft erfolgt. Ende Oktober 2018 kündigte die Regierung in Bosnien und Herzegowina an, ein eingetragenes Lebenspartnerschaftsinstitut für gleichgeschlechtliche Paare zu ermöglichen.

## Gesellschaftliche Situation
Aufgrund der Folgen des Bosnienkrieges in den 1990er Jahren ist die Situation homosexueller Menschen in Bosnien und Herzegowina wirtschaftlich schwierig. Eine kleine LGBT Community findet sich in der Hauptstadt Sarajevo. 2008 fand in Sarajevo ein viertägiges Queer Festival statt. Organisationen wie Logos und Organisation Q setzten sich für die Rechte homosexueller Menschen im Land ein.
Im Jahr 2019 fand die erste Gay Pride (Regenbogenparade) in Sarajevo statt. Trotz Gegendemonstrationen kam es zu keinen Zwischenfällen.